# Campionati internazionali Rugby Europe 2023-2024
I campionati internazionali Rugby Europe 2023-24 (in inglese 2023-24 Rugby Europe International Championships) furono l'8ª edizione dei Campionati internazionali Rugby Europe, la 53ª edizione del torneo internazionale organizzato da FIRA-AER/Rugby Europe nonché il 53º campionato europeo di rugby a 15.
Si tenne dal 3 febbraio 2024 al 17 marzo 2024 tra 8 squadre che si affrontarono in due gironi da quattro ciascuno per determinare le squadre da promuovere ai play-off.
Nella finale tenutasi allo stadio Jean Bouin di Parigi, la Georgia batté 36-10 il Portogallo, confermandosi campione d'Europa per la settima volta consecutiva e la sedicesima assoluta; la Spagna vinse il bronzo europeo battendo la Romania nella finale per il terzo posto.
Inoltre la Svizzera, vincendo la classifica combinata delle due stagioni del Trofeo, fu promossa al Campionato per la prima volta nella sua storia.
Gli elvetici presero il posto della Polonia, sconfitta nella finale per il settimo posto dal Belgio e quindi condannata alla retrocessione nel Trofeo.
Nel gruppo D di Conference, infine, a seguito dell'operazione antiterrorismo in risposta agli attentati di Hamas dell'ottobre 2023, gli incontri di Israele furono dapprima sospesi e, successivamente, annullati; di fatto il girone si è ridotto al doppio confronto di andata e ritorno tra Malta e Cipro.
Il valore delle marcature, come stabilito da World Rugby nel 2017, è: 5 punti per ciascuna meta (7 se trasformata), 7 punti per la meta tecnica, 3 punti per la realizzazione di ciascun calcio piazzato, idem per il drop.

## Formula
La formula a girone unico fu mantenuta per tutte le divisioni di torneo, tranne per la prima, il Campionato, che assegna il titolo europeo.
Per tale torneo la formula è la seguente:
- a seguito della sospensione della Russia a tempo indeterminato da Rugby Europe dopo l'aggressione all'Ucraina del febbraio 2022 e la riduzione a 5 partecipanti, si decise di portare a 8 le squadre di prima divisione, includendo le tre migliori del Trofeo 2021-22[7]; per comporre i due gironi le squadre ebbero assegnato un seeding da 1 a 8 (nell'ordine, le migliori 5 del campionato 2021-22 e a seguire le migliori tre del Trofeo 2021-22). Il girone A è composto dalle squadre di seeding 1, 4, 5 e 8 (rispettivamente Georgia, Spagna, Paesi Bassi e Germania), mentre il secondo da quelle di seeding 2, 3, 6 e 7 (Romania, Portogallo, Belgio e Polonia)[7].
- ogni squadra incontrò tutte quelle del proprio girone in gara di sola andata (3 incontri)
- nella fase a eliminazione diretta:

- le squadre al terzo e quarto posto d'ogni girone si incontrano per i posti dal quinto all'ottavo (2 incontri).
- le squadre al primo e secondo posto d'ogni girone si incontrano per il titolo di campione.

Nell'ultima giornata di torneo si tennero le quattro finali per l'assegnazione di tutti i posti dal primo all'ottavo.
La composizione dei gironi fu bloccata per due anni: alla fine del campionato 2023-24 la squadra ultima della classifica combinata tra le due edizioni di torneo retrocedette nel Trofeo e fu rimpiazzata da quella che ottenne il miglior punteggio della classifica combinata nello stesso periodo.
L'unica differenza rispetto alla stagione precedente fu l'aggiunta della Rep. Ceca, vincitrice della Conference 1 (soppressa e ristrutturata) e promossa al livello superiore.
Il Campionato si tenne negli stessi fine settimana del Sei Nazioni 2024, mentre invece le altre divisioni si tennero tra l'autunno 2022 e la primavera 2023.
Le semifinali per i posti dal primo all'ottavo si tennero in casa della squadra meglio piazzata nel proprio girone; le finali si tennero invece il 17 marzo 2024 allo stadio Jean Bouin di Parigi.
Le Conference 1 e 2 furono soppresse e al posto loro fu istituita una Conference unica a 4 gironi
Nelle fasi a gironi, in tutte le divisioni di torneo il sistema di punteggio fu quello dell'Emisfero Sud, ovvero 4 punti a vittoria, 2 a pareggio, zero a sconfitta più eventuali bonus, uno per la squadra che eventualmente perda con sette o meno punti di scarto e uno per la squadra che riesca a marcare tre mete più dell'avversario.
Alla squadra vincitrice di tutti i propri incontri è assegnato un punto in più di bonus.

## Squadre partecipanti
| Campionato  | Campionato | Trofeo    | Conference | Conference           | Conference | Conference | Sviluppo   |
| Girone A    | Girone B   | Trofeo    | Girone A   | Girone B             | Girone C   | Girone D   | Sviluppo   |
| ----------- | ---------- | --------- | ---------- | -------------------- | ---------- | ---------- | ---------- |
| Georgia     | Belgio     | Croazia   | Andorra    | Austria              | Bulgaria   | Cipro      | Kosovo     |
| Germania    | Polonia    | Lituania  | Danimarca  | Bosnia ed Erzegovina | Moldavia   | Israele    | Montenegro |
| Paesi Bassi | Portogallo | Rep. Ceca | Finlandia  | Lussemburgo          | Serbia     | Malta      |            |
| Spagna      | Romania    | Svezia    | Lettonia   | Slovenia             | Turchia    |            |            |
|             |            | Svizzera  | Norvegia   | Ungheria             |            |            |            |
|             |            | Ucraina   |            |                      |            |            |            |

## Campionato europeo

### Girone A

#### 1ª giornata
| Arbitro: | Hollie Davidson |

|                           |      |                  |
| v. Dijken 60’ Bloemen 76’ | mt   | 7’ Bell 31’ Cian |
| du Plessis 76’            | tr   | 7’, 31’ Güemes   |
| Weersma 6’, 28’           | c.p. | 14’, 41’ Güemes  |

| Arbitro: | Tom Spurrier |

|                              |      |                                                            |
| Bachofer 22’ Klewinghaus 65’ | mt   | 11’ tecnica 40’ Spanderashvili 52’ Sharkadze 60’ Modebadze |
| Stella 22’ Parkinson 65’     | tr   | 50’, 52’, 60’ Matkava                                      |
| Stella 32’                   | c.p. |                                                            |

#### 2ª giornata
| Arbitro: | Alexandru Ionescu |

|                                                                       |    |             |
| Babunashvili 23’ Tabusadze 32’ Kveseladze 43’, 57’ Spanderashvili 65’ | mt | 80’ tecnica |
| Matkava 32’, 43’, 57’                                                 | tr | 4’ Weersma  |

| Arbitro: | Paulo Duarte |

|                                     |      |              |
| Cian 13’ Mateu 31’ Bay 56’ Bell 80’ | mt   | 40’ Tyumenev |
| Güemes 13’ López 80’                | tr   |              |
| Güemes 21’                          | c.p. |              |

#### 3ª giornata
| Arbitro: | Sam Grove White |

|                                                                                      |    |           |
| Peranidze 37’ Tabusadze 48’ tecnica 54’ Kveseladze 66’ Babunashvili 77’ Tapladze 80’ | mt |           |
| Matkava 37’ Abzhandadze 77’, 80’                                                     | tr | 21’ López |

| Arbitro: | Michael Forrestal |

|                                                               |      |                 |
| Ruijgrok 8’ Fortuin 14’ v. Dijk 54’ Bennie-Coulson 67’, 80+4’ | mt   | 27’ Tuymenev    |
| Weersma 8’, 54’, 67’, 80+4’                                   | tr   | 27’ Stella      |
| Weersma 42’, 76’                                              | c.p. | 32’, 44’ Stella |

#### Classifica girone A
| Pos | Squadra     | G | V | N | P | PF | PS | DP  | BMP | Pt |
| --- | ----------- | - | - | - | - | -- | -- | --- | --- | -- |
| 1   | Georgia     | 3 | 3 | 0 | 0 | 97 | 30 | +67 | 2   | 14 |
| 2   | Spagna      | 3 | 2 | 0 | 1 | 50 | 61 | −11 | 1   | 9  |
| 3   | Paesi Bassi | 3 | 1 | 0 | 2 | 67 | 64 | +3  | 2   | 6  |
| 4   | Germania    | 3 | 0 | 0 | 3 | 35 | 94 | −59 | 0   | 0  |

### Girone B

#### 1ª giornata
| Arbitro: | Saba Abulashvili |

|              |      |               |
| De Francq 7’ | mt   |               |
| Remue 7’     | tr   |               |
| Remue 30’    | c.p. | 4’, 32’ Aubry |

| Arbitro: | Keane Davison |

|                |      |                                  |
| Tebbatt 72’    | mt   | 7’ Strătilă 19’ Savin 34’ Iliuță |
|                | tr   | 34’ Boldor-Boghiță               |
| Piotrowicz 13’ | c.p. | 65’ Boldor-Boghiță               |

#### 2ª giornata
| Arbitro: | Iñigo Atorrasagasti |

|                                                        |      |                        |
| Savin 30’ Conache 40’ Manumua 47’ tecnica 58’ Roșu 79’ | mt   | 60’ tecnica 70’ Soenen |
| Melinte 30’, 40’, 79’                                  | tr   |                        |
|                                                        | c.p. | 3’, 10’ Gott           |

| Arbitro: | Ethan Glass |

|                                                                           |    |                       |
| Camacho 1’, 25’, 44’ Torgal 5’ tecnica 17’ Begic 31’ Lima 52’ Batista 70’ | mt | 10’ Hudson-Kowalewicz |
| Aubry 1’, 5’, 31’, 44’, 52’ Rodrígues 70’                                 | tr | 10’ Banaszek          |

#### 3ª giornata
| Arbitro: | Nika Amashukeli |

|                                         |      |                                                                    |
| Cojocaru 22’ T. Gontineac 44’ Neagu 58’ | mt   | 13’, 70’ Cardoso 37’ Appleton 52’, 79’ L. Martins 80+3’ N. Martins |
| Conache 22’, 44’, 58’                   | tr   | 13’, 37’, 52’, 70’, 79’ Aubry                                      |
|                                         | c.p. | 19’, 34’, 63’ Aubry                                                |
| Conache 36’                             | drop |                                                                    |

| Arbitro: | Ben Breakspear |

|                                               |      |             |
| Jadot 5’ Raynier 44’ Berger 53’ Hendrickx 71’ | mt   | 59’ Saborit |
| De Francq 5’, 44’, 53’, 71’                   | tr   | 59’ Maltby  |
| De Francq 32’                                 | c.p. | 48’ Maltby  |

#### Classifica girone B
| Pos | Squadra    | G | V | N | P | PF  | PS  | DP  | BMP | Pt |
| --- | ---------- | - | - | - | - | --- | --- | --- | --- | -- |
| 1   | Portogallo | 3 | 2 | 0 | 1 | 109 | 41  | +68 | 3   | 11 |
| 2   | Romania    | 3 | 2 | 0 | 1 | 77  | 75  | +2  | 1   | 9  |
| 3   | Belgio     | 3 | 2 | 0 | 1 | 59  | 49  | +10 | 1   | 9  |
| 4   | Polonia    | 3 | 0 | 0 | 3 | 25  | 105 | −80 | 0   | 0  |

### Finali 5º-8º posto
|  | Semifinali | Semifinali  | Semifinali |          |             | Finale 5º posto | Finale 5º posto | Finale 5º posto |  |
|  |            |             |            |          |             |                 |                 |                 |  |
|  | A3         | Paesi Bassi | 54         |          |             |                 |                 |                 |  |
|  | A3         | Paesi Bassi | 54         |          |             |                 |                 |                 |  |
|  | B4         | Polonia     | 7          |          |             |                 |                 |                 |  |
|  | B4         | Polonia     | 7          |          | Paesi Bassi | Paesi Bassi     | 45              |                 |  |
|  |            |             |            |          | Paesi Bassi | Paesi Bassi     | 45              |                 |  |
|  |            |             | Germania   | Germania | 0           |                 |                 |                 |  |
|  | B3         | Belgio      | Germania   | Germania | 0           | 11              |                 |                 |  |
|  | B3         | Belgio      |            |          |             | 11              |                 |                 |  |
|  | A4         | Germania    | 21         |          |             | Finale 7º posto | Finale 7º posto | Finale 7º posto |  |
|  | A4         | Germania    | 21         |          |             |                 |                 |                 |  |
|  |            |             |            |          |             |                 |                 |                 |  |
|  |            |             |            |          |             | Polonia         | Polonia         | 8               |  |
|  |            |             |            |          |             | Polonia         | Polonia         | 8               |  |
|  |            |             |            |          |             | Belgio          | Belgio          | 34              |  |

#### Semifinali
| Arbitro: | Iñigo Atorrasagasti |

| |      |            |
| Bennie-Coulson 5’ Limmen 23’ v. Dijk 29’ Schonraad 38’ Raymond 44’ v.d. Ven 56’ Noorman 65’ v. Hilst 69’ | mt   | 73’ Loboda |
| Meijer 5’, 29’, 38’, 69’                                                                                 | tr   | 73’ Kolas  |
| Meijer 17’, 26’                                                                                          | c.p. |            |

| Arbitro: | Sam Grove White |

|                    |      |                            |
| Wallraf 47’        | mt   | 32’ Tyumenev 67’ Lammers   |
|                    | tr   | 67’ Klewinghaus            |
| De Francq 12’, 55’ | c.p. | 10’ Stella 74’ Klewinghaus |
|                    | drop | 75’ Klewinghaus            |

#### Finale per il 7º posto
| Arbitro: | Shota Tevzadze |

|                |      |                                                       |
| Plichta 65’    | mt   | 3’ Soenen 22’ Wallraf 30’ Tauzia 54’ Bastin 78’ Torfs |
|                | tr   | 3’, 22’, 54’ De Francq                                |
| Piotrowicz 16’ | c.p. | 10’ De Francq                                         |

#### Finale per il 5º posto
| Arbitro: | Paulo Duarte |

|                                                                 |      |  |
| Fortuin 14’ Schoonraad 27’ Bloemen 40+1’ Wierenga 47’, 61’, 65’ | mt   |  |
| Fortuin 14’, 27’, 40+1’, 47’, 61’, 65’                          | tr   |  |
| Fortuin 20’                                                     | c.p. |  |

### Finali 1º-4º posto
|  | Semifinali | Semifinali | Semifinali |            |         | Finale          | Finale          | Finale          |  |
|  |            |            |            |            |         |                 |                 |                 |  |
|  | A1         | Georgia    | 43         |            |         |                 |                 |                 |  |
|  | A1         | Georgia    | 43         |            |         |                 |                 |                 |  |
|  | B2         | Romania    | 5          |            |         |                 |                 |                 |  |
|  | B2         | Romania    | 5          |            | Georgia | Georgia         | 36              |                 |  |
|  |            |            |            |            | Georgia | Georgia         | 36              |                 |  |
|  |            |            | Portogallo | Portogallo | 10      |                 |                 |                 |  |
|  | B1         | Portogallo | Portogallo | Portogallo | 10      | 33              |                 |                 |  |
|  | B1         | Portogallo |            |            |         | 33              |                 |                 |  |
|  | A2         | Spagna     | 30         |            |         | Finale 3º posto | Finale 3º posto | Finale 3º posto |  |
|  | A2         | Spagna     | 30         |            |         |                 |                 |                 |  |
|  |            |            |            |            |         |                 |                 |                 |  |
|  |            |            |            |            |         | Romania         | Romania         | 33              |  |
|  |            |            |            |            |         | Romania         | Romania         | 33              |  |
|  |            |            |            |            |         | Spagna          | Spagna          | 40              |  |

#### Semifinali
| Arbitro: | Peter Martin |

|                                                                                    |    |               |
| Tabutsadze 4’, 37’, 74’ Modebadze 50’ B. Gorgadze 56’ Ivanishvili 64’ Tapladze 79’ | mt | 71’ Tangimana |
| Niniashvili 50’, 64’ Abzhandadze 74’, 79’                                          | tr |               |

| Arbitro: | Benoît Rousselet |

|                                     |      |                               |
| L. Martins 36’ Lima 51’ Cardoso 58’ | mt   | 13’ Mateu 39’ Cian 79’ Ferrer |
| Aubry 36’, 51’, 58’                 | tr   | 13’ López 39’, 79’ Güemes     |
| Aubry 11’, 18’, 65’, 69’            | c.p. | 4’ López 26’, 43’ Güemes      |

#### Finale per il 3º posto
| Arbitro: | Adam Jones |

|                                             |    |                                                               |
| Simionescu 5’, 15’ Tomane 55’, 74’ Mitu 79’ | mt | 27’ Cian 30’ Bell 40+1’, 45’ Pichardie 50’ Gimeno 70’ Ovejero |
| Melinte 15’, 55’ Conache 74’, 79’           | tr | 27’, 30’, 45’, 50’ Güemes 40+1’ Bell                          |

#### Finale
| Arbitro: | Tual Trainini |

|                                             |      |              |
| Tabutsadze 43’, 65’ Karkadze 50’ Alania 69’ | mt   | 79’ R. Marta |
| Matkava 50’, 69’                            | tr   | 79’ Aubry    |
| Matkava 10’, 14’, 29’, 34’                  | c.p. | 41’ Camacho  |

## Trofeo europeo
| Data       | Incontro             | Risultato | Sede         |
| ---------- | -------------------- | --------- | ------------ |
| 28-10-2023 | Svezia – Rep. Ceca   | 48-27     | Stoccolma    |
| 4-11-2023  | Rep. Ceca – Croazia  | 48-22     | Praga        |
| 4-11-2023  | Ucraina – Lituania   | 14-32     | Macarsca     |
| 4-11-2023  | Svizzera – Svezia    | 23-12     | Yverdon l-B. |
| 11-11-2023 | Lituania – Svizzera  | 17-31     | Klaipėda     |
| 11-11-2023 | Ucraina – Croazia    | 5-41      | Macarsca     |
| 18-11-2023 | Croazia – Svezia     | 34-24     | Praga        |
| 25-11-2023 | Rep. Ceca – Lituania | 34-24     | Macarsca     |
| 9-3-2024   | Rep. Ceca – Svizzera | 25-41     | Praga        |
| 16-3-2024  | Croazia – Lituania   | 37-22     | Zagabria     |
| 23-3-2024  | Lituania – Svezia    | 8-27      | Šiauliai     |
| 23-3-2024  | Ucraina – Rep. Ceca  | 18-48     | Havířov      |
| 23-3-2024  | Svizzera – Croazia   | 35-10     | Yverdon l-B. |
| 6-4-2024   | Svezia – Ucraina     | 36-24     | Trelleborg   |
| 13-4-2024  | Svizzera – Ucraina   | 68-0      | Zurigo       |

| Pos | Squadra   | G | V | N | P | PF  | PS  | P±   | BP | PT |
| --- | --------- | - | - | - | - | --- | --- | ---- | -- | -- |
| 1   | Svizzera  | 5 | 5 | 0 | 0 | 198 | 64  | 134  | 2  | 22 |
| 2   | Svezia    | 5 | 4 | 0 | 1 | 145 | 112 | 33   | 2  | 18 |
| 3   | Rep. Ceca | 5 | 3 | 0 | 2 | 192 | 153 | 39   | 2  | 14 |
| 4   | Croazia   | 5 | 2 | 0 | 3 | 130 | 132 | −2   | 3  | 11 |
| 5   | Lituania  | 5 | 1 | 0 | 4 | 103 | 143 | −40  | 0  | 4  |
| 6   | Ucraina   | 5 | 0 | 0 | 5 | 61  | 225 | −164 | 0  | 0  |

### Classifica combinata biennio 2022-23 e 2023-24
La classifica non tiene conto dei risultati di e con la Repubblica Ceca, assente nel 2022-23.

| Pos | Squadra  | G | V | N | P | PF  | PS  | DP   | BMP | Pt |
| --- | -------- | - | - | - | - | --- | --- | ---- | --- | -- |
| 1   | Svizzera | 8 | 8 | 0 | 0 | 362 | 111 | +251 | 6   | 38 |
| 2   | Svezia   | 8 | 5 | 0 | 3 | 179 | 214 | −35  | 3   | 23 |
| 3   | Croazia  | 8 | 3 | 0 | 5 | 208 | 217 | −9   | 4   | 16 |
| 4   | Lituania | 8 | 2 | 0 | 6 | 176 | 231 | −55  | 3   | 11 |
| 5   | Ucraina  | 8 | 2 | 0 | 6 | 160 | 312 | −152 | 1   | 9  |

## Conference

### Girone A
| Data       | Incontro              | Risultato | Sede        |
| ---------- | --------------------- | --------- | ----------- |
| 30-9-2023  | Danimarca – Andorra   | 36-8      | Copenaghen  |
| 7-10-2023  | Finlandia – Danimarca | 14-10     | Helsinki    |
| 21-10-2023 | Finlandia – Lettonia  | 17-46     | Helsinki    |
| s.d.       | Andorra – Lettonia    | 28-0      | per forfait |
| 11-11-2023 | Lettonia – Norvegia   | 53-8      | Baldone     |
| s.d.       | Andorra – Finlandia   | 0-28      | per forfait |
| 13-4-2024  | Danimarca – Norvegia  | 41-5      | Copenaghen  |
| 20-4-2024  | Lettonia – Danimarca  | 29-25     | Jelgava     |
| 4-5-2024   | Norvegia – Andorra    | 8-32      | Horten      |
| 11-5-2024  | Norvegia – Finlandia  | 7-57      | Horten      |

| Pos | Squadra   | G | V | N | P | PF  | PS  | P±   | BP | PT |
| --- | --------- | - | - | - | - | --- | --- | ---- | -- | -- |
| 1   | Lettonia  | 4 | 3 | 0 | 1 | 128 | 78  | 50   | 3  | 15 |
| 2   | Finlandia | 4 | 3 | 0 | 1 | 116 | 63  | 53   | 2  | 14 |
| 3   | Danimarca | 4 | 2 | 0 | 2 | 112 | 56  | 56   | 4  | 12 |
| 4   | Andorra   | 4 | 2 | 0 | 2 | 68  | 72  | −4   | 2  | 10 |
| 5   | Norvegia  | 4 | 0 | 0 | 4 | 28  | 182 | −154 | 0  | 0  |

### Girone B
| Data       | Incontro                           | Risultato | Sede        |
| ---------- | ---------------------------------- | --------- | ----------- |
| 30-9-2023  | Austria – Ungheria                 | 10-53     | Mattersburg |
| 14-10-2023 | Bosnia ed Erzegovina – Lussemburgo | 10-59     | Zenica      |
| 14-10-2023 | Ungheria – Slovenia                | 17-29     | Budapest    |
| 21-10-2023 | Slovenia – Bosnia ed Erzegovina    | 22-17     | Lubiana     |
| 4-11-2023  | Lussemburgo – Austria              | 27-14     | Lussemburgo |
| 6-4-2024   | Ungheria – Lussemburgo             | 15-18     | Budapest    |
| 6-4-2024   | Austria – Bosnia ed Erzegovina     | 57-17     | Vienna      |
| 13-4-2024  | Slovenia – Austria                 | 14-31     | Lubiana     |
| 20-4-2024  | Bosnia ed Erzegovina – Ungheria    | 13-48     | Zenica      |
| 20-4-2024  | Lussemburgo – Slovenia             | 86-7      | Lussemburgo |

| Pos | Squadra              | G | V | N | P | PF  | PS  | P±   | BP | PT |
| --- | -------------------- | - | - | - | - | --- | --- | ---- | -- | -- |
| 1   | Lussemburgo          | 4 | 4 | 0 | 0 | 188 | 46  | 142  | 3  | 19 |
| 2   | Ungheria             | 4 | 2 | 0 | 2 | 133 | 70  | 63   | 2  | 10 |
| 3   | Austria              | 4 | 2 | 0 | 2 | 112 | 111 | 1    | 2  | 10 |
| 4   | Slovenia             | 4 | 2 | 0 | 2 | 72  | 149 | −77  | 0  | 8  |
| 5   | Bosnia ed Erzegovina | 4 | 0 | 0 | 4 | 57  | 186 | −129 | 1  | 1  |

### Girone C
| Data       | Incontro            | Risultato | Sede     |
| ---------- | ------------------- | --------- | -------- |
| 30-9-2023  | Turchia – Moldavia  | 14-33     | Istanbul |
| 7-10-2023  | Moldavia – Serbia   | 31-11     | Chișinău |
| 28-10-2023 | Bulgaria – Turchia  | 40-24     | Sofia    |
| 13-4-2024  | Serbia – Turchia    | 22-31     | Pančevo  |
| 20-4-2024  | Bulgaria – Serbia   | 30-7      | Sofia    |
| 4-5-2024   | Moldavia – Bulgaria | 48-6      | Chișinău |

| Pos | Squadra  | G | V | N | P | PF  | PS  | P±  | BP | PT |
| --- | -------- | - | - | - | - | --- | --- | --- | -- | -- |
| 1   | Moldavia | 3 | 3 | 0 | 0 | 112 | 31  | 81  | 2  | 14 |
| 2   | Bulgaria | 3 | 2 | 0 | 1 | 76  | 79  | −3  | 1  | 9  |
| 3   | Turchia  | 3 | 1 | 0 | 2 | 69  | 95  | −26 | 0  | 4  |
| 4   | Serbia   | 3 | 0 | 0 | 3 | 40  | 122 | −82 | 0  | 0  |

### Girone D
| Data      | Incontro        | Risultato | Sede      |
| --------- | --------------- | --------- | --------- |
| 4-11-2023 | Malta – Cipro   | 22-17     | Paola     |
| 4-5-2024  | Cipro – Malta   | 14-24     | Limassol  |
| s.d.      | Cipro – Israele | n/d       | annullata |
| s.d.      | Israele – Malta | n/d       | annullata |
| s.d.      | Israele – Cipro | n/d       | annullata |
| s.d.      | Malta – Israele | n/d       | annullata |

| Pos | Squadra | G | V | N | P | PF | PS | P±  | BP | PT |
| --- | ------- | - | - | - | - | -- | -- | --- | -- | -- |
| 1   | Malta   | 2 | 2 | 0 | 0 | 46 | 31 | 15  | 0  | 8  |
| 2   | Cipro   | 0 | 0 | 0 | 0 | 31 | 46 | −15 | 1  | 1  |
| 3   | Israele | 0 | 0 | 0 | 0 | 0  | 0  | 0   | 0  | 0  |

#### Spareggio promozione nel Trofeo 2024-25
| Arbitro: | Luis Fernández |

|                                  |    |  |
| Lawlor 32’ Orsino 65’ Méndez 68’ | mt |  |
| Lawlor 32’ Franzina 68’          | tr |  |

## Sviluppo
| Data      | Incontro            | Risultato | Sede     |
| --------- | ------------------- | --------- | -------- |
| 3-12-2023 | Kosovo – Montenegro | 27-0      | Pristina |
| 14-4-2024 | Montenegro – Kosovo | 35-12     | Antivari |

| Pos | Squadra    | G | V | N | P | PF | PS | P± | BP | PT |
| --- | ---------- | - | - | - | - | -- | -- | -- | -- | -- |
| 1   | Montenegro | 2 | 1 | 0 | 1 | 35 | 39 | -4 | 1  | 5  |
| 2   | Kosovo     | 2 | 1 | 0 | 1 | 39 | 35 | +4 | 0  | 4  |